# Двадцать два несчастья
«Двадцать два несчастья» (другие названия — «Две страсти активиста Иванова» и «Пять Маратов») — советский короткометражный художественный фильм, снятый режиссёрами Сергеем Герасимовым и Сергеем Бартеневым в 1930 году на Ленинградской кинофабрике Совкино.
Премьера фильма состоялась 9 июня 1930 года.
Фильм до наших дней не сохранился.

## Сюжет
В сатирической комедии высмеиваются обыватели и мещане маленького провинциального городка, недалеко от которого разбивает свой лагерь крупная воинская часть. Теперь все интересы и энергия жителей сосредотачиваются вокруг вновь прибывших военных…

## В ролях
- Софья Магарилл — Маргарита, художница
- Янина Жеймо — Манька
- Елена Кузьмина — Ольга
- Андрей Костричкин — Иванов, кооператор
- Пётр Соболевский — Дозоров